# Aquila Basket Trento 2020-2021
Questa voce raccoglie le informazioni riguardanti l'Aquila Basket Trento nelle competizioni ufficiali della stagione 2020-2021.

## Stagione
La stagione 2020-2021 dell'Aquila Basket Trento sponsorizzata Dolomiti Energia, è la 7ª nel massimo campionato italiano di pallacanestro, la Serie A.
Per la composizione del roster si decise di cambiare la scelta della formula, passando a quella con 6 giocatori stranieri senza vincoli.

## Roster
Aggiornato al 14 luglio 2020.
| Dolomiti Energia Trento 2020-21 | Dolomiti Energia Trento 2020-21 |
| Giocatori                       | Staff tecnico                   |
| ------------------------------- | ------------------------------- |

| N. | Naz.                                     | Ruolo | Nome                | Anno | Alt.   | Peso   |  |
| -- | ---------------------------------------- | ----- | ------------------- | ---- | ------ | ------ |  |
| 1  | Stati Uniti (bandiera)                   | AP    | Kelvin Martin       | 1989 | 196 cm | 94 kg  |  |
| 6  | Italia (bandiera)                        | G     | Igor Jovanović      | 2002 | 187 cm |        |  |
| 7  | Italia (bandiera)                        | AG    | Davide Pascolo      | 1990 | 202 cm | 88 kg  |  |
| 8  | Italia (bandiera)                        | G     | Luca Conti          | 2000 | 196 cm | 84 kg  |  |
| 9  | Porto Rico (bandiera)                    | P     | Gary Browne         | 1993 | 185 cm | 88 kg  |  |
| 10 | Argentina (bandiera) · Italia (bandiera) | P     | Andrés Forray (C)   | 1986 | 187 cm | 85 kg  |  |
| 11 | Stati Uniti (bandiera)                   | G     | Victor Sanders      | 1995 | 196 cm | 88 kg  |  |
| 14 | Italia (bandiera)                        | AG    | Andrea Mezzanotte   | 1998 | 208 cm | 89 kg  |  |
| 20 | Stati Uniti (bandiera)                   | G     | Jeremy Morgan       | 1995 | 196 cm | 88 kg  |  |
| 22 | Stati Uniti (bandiera)                   | C     | JaCorey Williams    | 1994 | 203 cm | 102 kg |  |
| 23 | Italia (bandiera)                        | C     | Maximilian Ladurner | 2001 | 206 cm | 95 kg  |  |
| 25 | Italia (bandiera)                        | C     | Luca Lechthaler     | 1986 | 207 cm | 115 kg |  |
| 32 | Stati Uniti (bandiera)                   | AG    | Luke Maye           | 1997 | 203 cm | 109 kg |  |

| Allenatore |
| - Nicola Brienza (fino al 31 gennaio) - Emanuele Molin (dal 31 gennaio)                                           |
| Assistente/i |
| - Davide Dusmet - Emanuele Molin (fino al 31 gennaio) Legenda - (C) Capitano - (IN) Inattivo - Infortunato Roster |

## Mercato

### Sessione estiva
| Acquisti | Acquisti         | Acquisti           | Acquisti      | Acquisti |
| R.       | Nome             | da                 | Modalità      |          |
| -------- | ---------------- | ------------------ | ------------- | -------- |
| G        | Victor Sanders   | Anversa Giants     | svincolato    |          |
| G        | Jeremy Morgan    | Crailsheim Merlins | svincolato    |          |
| GA       | Luca Conti       | Pod. Montegranaro  | fine prestito |          |
| P        | Gary Browne      | Darüşşafaka        | svincolato    |          |
| AG       | Luke Maye        | Wisconsin Herd     | svincolato    |          |
| C        | JaCorey Williams | PAOK Salonicco     | svincolato    |          |
| AP       | Kelvin Martin    | N.B. Brindisi      | svincolato    |          |

| Cessioni | Cessioni             | Cessioni        | Cessioni       | Cessioni |
| R.       | Nome                 | a               | Modalità       |          |
| -------- | -------------------- | --------------- | -------------- | -------- |
| C        | Justin Knox          | Wonju DB Promy  | fine contratto |          |
| G        | Alessandro Voltolini | U.C.C. Piacenza | prestito       |          |
| P        | Aaron Craft          |                 | ritirato       |          |
| AP       | Rashard Kelly        | Gaziantep BŞB   | fine contratto |          |
| GA       | Fabio Mian           | Vanoli Cremona  | fine contratto |          |
| G        | Matteo Picarelli     | UMBC Retrievers | rescissione    |          |
| G        | James Blackmon       | Free agent      | fine contratto |          |
| GA       | Alessandro Gentile   | Free agent      | rescissione    |          |